# Willem Zeylmans van Emmichoven
Frederik Willem Zeylmans van Emmichoven (officieel: Frederik Willem Zeijlmans van Emmichoven met lange ij, Helmond, 23 november 1893 – Kaapstad, 18 november 1961) was een Nederlands psychiater en antroposoof. Van 1923 tot en met 1961 was hij voorzitter van de Nederlandse Antroposofische Vereniging. Hij was een bekende figuur in het openbare leven en heeft grote invloed op de antroposofische beweging gehad, met name door zijn talrijke voordrachten en zijn werk als auteur, onder andere van de eerste biografie van Rudolf Steiner.

## Levensloop
Frederik Willem Zeylmans van Emmichoven was zoon van een chocoladefabrikant. Zijn moeder kwam uit Duitsland. In zijn jeugd maakte hij veelvuldig innerlijke crisissen door. Na herstel van een hevige buiktyfus begon hij op zijn achttiende een medicijnenstudie, en algauw ging hij zich in de psychiatrie specialiseren. Door zijn voorkeur voor kleuren, en geïnspireerd door schilderes Jacoba van Heemskerck en haar vriendin en mecenas Marie Tak van Poortvliet, begon hij met experimenteel onderzoek over de werking van kleuren op het gevoel. Zijn medische studie zette hij in Leipzig bij Wilhelm Wundt voort. Door zijn ontmoeting met Rudolf Steiner werd hij in zijn onderzoek naar de werking van de kleuren bevestigd. Zijn proefschrift schreef hij over De werking van de kleuren op het gevoel.
Op zijn 28e begon Zeylmans voordrachten voor antroposofisch geïnteresseerd publiek en collega's te geven. Hij hielp bij de oprichting van de eerste Vrije School in Den Haag en stichtte aldaar als directeur ook een kleine psychiatrische kliniek, die al spoedig een eigen gebouw betrok (tegenwoordig de Rudolf Steiner Zorg). Dit gebouw, de Rudolf Steiner Kliniek, werd gebouwd op de grens van Den Haag met Scheveningen en was in opdracht van de Antroposofische Vereniging Nederland ontworpen op aanwijzingen van Steiner door architecten Jan Buijs en Joan Lürsen. Het werd op 17 juli 1918 geopend en zou door zijn unieke vormgeving en gebruik van kleuren bijdragen aan het herstel van de in het gebouw verblijvende patiënten.
Bij de oprichting van antroposofische vereniging in Nederland werd hij op voorstel van Rudolf Steiner tot voorzitter benoemd. Naast zijn psychiatrisch werk ondernam Zeylmans wereldwijd reizen om voordrachten te houden. Hij sprak vaak over de werking van de kleuren op de mens en gaf advies aan verffabrikanten, architecten, directeuren van musea en kunstschilders.
Het ging Zeylmans hoofdzakelijk om toenadering en begrip tussen nationaliteiten en volken onderling, alsook om kosmopolitisme. Zijn poging om de door Rudolf Steiner voorgestelde wereldwijde schoolvereniging (Weltschulverein), ter bevordering van de verspreiding en vrije financiering van vrijeschoolonderwijs, mislukte met name door weerstand uit antroposofische kringen tegen een breder opgezette voorlichting. In de tijd van toenemend politiek fanatisme was een ander project van Zeylmans de jeugd in Europa met antroposofie bekend te maken. Zomer 1930 organiseerde hij een jeugdkamp op de Stakenberg (Gemeente Nunspeet / Veluwe). Meer dan duizend deelnemers kwamen er bijeen om in werkgroepen en via voordrachten van vooraanstaande antroposofen zoals Eugen Kolisko, Walter Johannes Stein, Elisabeth Vreede en Ita Wegman gedachten uit te wisselen over de toenmalige situatie.
Politieke ontwikkelingen gingen zijn werk echter in toenemende mate beperken. Zijn engagement ondervond ook binnen het bestuur van de algemene antroposofische vereniging in het Zwitserse Dornach toenemende afkeuring. De interne geschillen sinds het overlijden van Rudolf Steiner en zijn intense samenwerking met arts Ita Wegman leidden 1935 tot uitsluiting van hem en van de meeste Nederlandse leden, waaronder ook Elisabeth Vreede.
Na de oorlog ging Zeylmans weer reizen om voordrachten te geven. In 1954 ondernam hij daarvoor een wereldreis van negen maanden. Aangespoord door Bernard Lievegoed herenigde hij in 1960 in Dornach de afgesplitste Nederlandse vereniging met de overkoepelende algemene antroposofische vereniging aan het Goetheanum. Tijdens een tweede reis door Zuid-Afrika bezocht hij in 1961 scholen en andere instituten om advies te geven en voordrachten te houden. Op deze reis stierf hij onverwacht in Kaapstad.

## Werken
Onder meer:
- Rudolf Steiner, Den Haag 1932
  - herdrukt als: Rudolf Steiner en zijn levenswerk de antroposofie, Zeist 1983, ISBN 9789070414405
- Ontwikkeling en geestesstrijd, Den Haag 1935
- Kleur en zieleleven, Den Haag: Genootschap voor Practische Kleurenpsychologie, [1936]
- De menschelijke ziel: inleiding tot de kennis van het wezen, de werkzaamheid en de ontwikkeling van de ziel, Utrecht 1943
- Hygiëne van de ziel, Utrecht 1946
  - herdrukt als: Gesprekken over de ziel, Amsterdam 1987, ISBN 90 72052 04-8
- Amerika en het Amerikanisme, Den Haag 1950
- (de)  Der Grundstein. Freies Geistesleben, Stuttgart 1956, 7. A. 1999, ISBN 3-7725-0598-8 (Analyse van de tekst van Rudolf Steiner door hem uitgesproken op de dag van de grondsteenlegging ter oprichting van de algemene Antroposofische vereniging in 1923 te Dornach.)
  - Nederlands: De grondsteen, Vrij Geestesleven, 1977, ISBN 9789060380833
  - herdrukt als: De grondsteen, Amsterdam 1989, ISBN 978 90 72052 13-1
- De werkelijkheid waarin wij leven: een inleiding tot Rudolf Steiner's anthroposofie waarin wordt beschreven de centrale plaats van het mysterie van Golgotha in het ontwikkelingsproces der mensheid, Zeist 1959
  - herdrukt als: De werkelijkheid waarin we leven, Amsterdam 1993, ISBN 978 90 72052 28-5
- met D. J. van Bemmelen: Oosterse en westerse inwijdingswegen, Zeist, Vrij Geestesleven, 1971.